# Brandon (Wisconsin)
Brandon è un comune degli Stati Uniti, situato in Wisconsin, nella Contea di Fond du Lac.